# حنيف خان
حنيف خان (بالأردوية: حنیف خان؛ بالإنجليزية: Hanif Khan) هو لاعب هوكي الحقل باكستاني، ولد في 1959.

## وصلات خارجية
- حنيف خان على موقع أوليمبيديا (الإنجليزية)